# Telmatobius huayra
Telmatobius huayra es una especie  de anfibios de la familia Telmatobiidae.

## Distribución geográfica
Se encuentra en Bolivia.

## Estado de conservación
Se encuentra amenazada de extinción por la pérdida de su hábitat natural.